# Fenimorea chaaci
Fenimorea chaaci é uma espécie de gastrópode do gênero Fenimorea, pertencente à família Drilliidae.